# Lyman Abbott
Lyman Abbott (Roxbury, Massachusetts 18 de diciembre de 1835-Nueva York 22 de octubre de 1922) fue un pastor protestante estadounidense.
Hijo del escritor Jacob Abbott (1803-1879), dejó la abogacía para estudiar teología y fue ordenado en 1860. Después de servir en dos pastorados, se convirtió en editor asociado de Harper's Magazine y en 1870 en editor del Illustrated Christian Weekly. En 1876 se unió a la publicación Christian Union de Henry Ward Beecher, un semanario religioso no confesional, y en 1881 Abbott se convirtió en su editor jefe. En 1888 sucedió a Beecher como pastor de la Iglesia Congregacional de Plymouth, en Brooklyn, donde sirvió hasta 1899.
Abbott se interesó por los problemas sociales relacionados con la revolución industrial de finales del siglo XIX. Bajo su dirección, la Christian Union (rebautizada como Outlook en 1893) promulgó el Evangelio Social, que trataba de aplicar el cristianismo a los problemas sociales e industriales. Sus obras Christianity and Social Problems (1897), The Rights of Man (1901), The Spirit of Democracy (1910) y America in the Making (1911) presentan sus puntos de vista sociológicos moderados, que rechazan tanto el socialismo como el capitalismo del laissez-faire. En otros problemas, Abbott presentó el punto de vista del protestantismo evangélico liberal. Trató de interpretar, en lugar de condenar, el efecto de la teoría de la evolución sobre la religión.

## Obras
- La teología de un Evolucionista
- Reminiscencias